# Lope de Luna

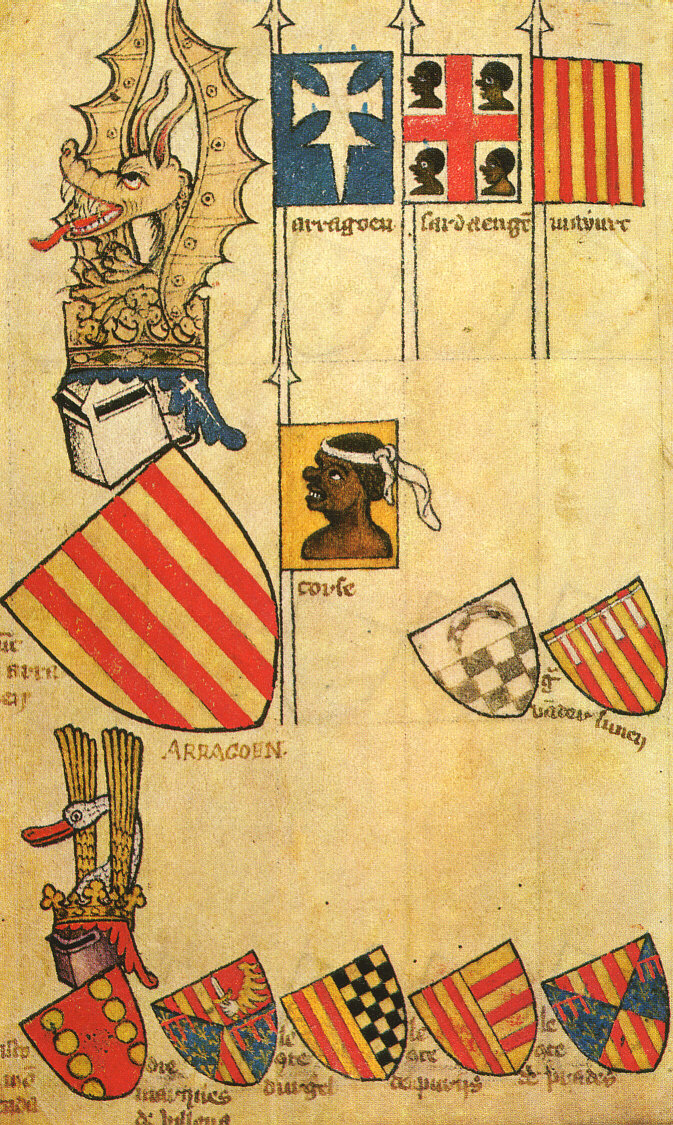
Pàgina de l'Armorial de Gelre

Lope de Luna (? - Pedrola, 1360) fou un noble aragonès del llinatge dels Luna, primer comte de Luna, i senyor de Sogorb. Fill d'Artal de Luna, VIII senyor de Luna i de Martina Sanz d'Horta, es casà en primeres núpcies amb Violant d'Aragó, filla de Jaume II d'Aragó, que era vídua de Felip de Tàrent, amb qui no tingué descendència. Emparentà d'aquesta manera amb la Casa Reial. Es casà de nou amb Brianda de Got (o d'Acquaviva), filla del comte de Got, el qual era nebot del papa Climent V, amb qui tingué Maria de Luna, que es casà amb el rei Martí l'Humà. Casà en terceres noces amb Maria d'Altura. Fou un gran col·laborador de Pere el Cerimoniós durant l'expedició a Sardenya i participà en la Guerra de la Unió contra la Unió aragonesa.